# Jennie Panhan
Watchara Sukchum (วัชระ สุขชุม), también conocida como Jennie Panhan (เจนนี่ ปาหนัน); (30 de octubre de 1986) es una actriz y presentadora tailandesa. Es conocida por ser presentadora y conductora de varios programas de GMMTV como Thoei Thiao Thai, Hungry Sister y Jen Jud God Jig. Como actriz, es conocida por sus papeles secundarios en Room Alone 401-410 (2014), 3 Will Be Free – Sam Rao Tong Rot (2019) y The Shipper – Chin Nai Klai Pen Chan (2020), entre otros.

## Primeros años y educación
Watchara nació en la provincia de Songkhla, Tailandia, y es hija del teniente coronel de policía Satcha Sukchum y de Manchusuk Sukchum. Completó su educación primaria en la Escuela Saengthong Vitthaya y su educación secundaria en la Escuela Hatyaiwittayalai. Aunque en un principio quería estudiar comunicaciones, terminó cursando una licenciatura en francés en la Facultad de Arqueología de la Universidad Silpakorn.
Watchara, que creció como una mujer trans con un padre policía, afirmó que su padre nunca la golpeó, a diferencia de cómo suelen retratarse en televisión a las familias con hijos trans en las que el padre es policía o soldado. Tiene una relación muy cercana con su hermana menor, con la que se lleva un año de edad y también tiene un hermano seis años menor que ella. Su apodo «Jennie» viene de la película tailandesa Jenny de 1996 y más adelante añadió «Panhan» al trabajar para Canal V Tailandia, ya que según ella sonaba el nombre de una hermosa chica sureña.

## Carrera
Empezó a trabajar en la industria del entretenimiento a través de Trasher Bangkok, una empresa organizadora de fiestas temáticas con sede en Bangkok, formando parte de sus videos parodia. Participó en una parodia del vídeo musical The One That Got Away de Katy Perry que llamó la atención de la cantante. A medida que sus videos de parodia se volvían virales fue recibiendo más ofertas de trabajo, entre ellas la de ser asistente de producción para Channel V Thailand y, más adelante, para formar parte del canal Bang de GMM Grammy.
En 2016 se convirtió en una de las presentadoras principales de Thoei Thiao Thai de GMMTV junto con Kittipat Chalaruk (Golf), Tatchakorn Boonlapayanan (Godji) y Niti Chaichitathorn (Pompam), quien luego pasó de ser la presentadora principal del programa a su presentadora especial. También ha actuado en varias series de televisión como Room Alone 401-410 (2014), 3 Will Be Free – Sam Rao Tong Rot (2019) y The Shipper – Chin Nai Klai Pen Chan (2020).

## Filmografía

### Cine
| Año  | Título           | Papel         | Notas            | Ref.   |
| ---- | ---------------- | ------------- | ---------------- | ------ |
| 2015 | Water Boyy       | Amiga de Nune | Invitada         |        |
| 2015 | Love Next Door 2 | Bua           | Papel secundario | [ 13 ] |
| 2018 | Oh My Ghost 5    |               |                  |        |

### Televisión
| Año  | Título                           | Papel                          | Notas                  | Ref.   |
| ---- | -------------------------------- | ------------------------------ | ---------------------- | ------ |
| 2014 | Hormones 2                       | Jenny                          | Invitada               |        |
| 2014 | Room Alone 401-410               | Neon                           | Invitada               |        |
| 2015 | Wifi Society: The Horror Home    | Kla                            | Papel secundario       |        |
| 2015 | Ugly Duckling: Don't             | Árbitro                        | Invitada               |        |
| 2016 | Toey Tiew Thai: The Route        | Ella misma                     | Presentadora principal | [ 14 ] |
| 2016 | Gay OK Bangkok                   | Sathang                        | Papel secundario       | [ 15 ] |
| 2016 | Let's Play Challenge             | Ella misma                     | Presentadora principal |        |
| 2017 | #TEAMGIRL                        | Ella misma                     | Presentadora principal |        |
| 2017 | Gay OK Bangkok 2                 | Sathang                        | Papel secundario       |        |
| 2017 | Wrong Say Do                     | Ella misma                     | Presentadora principal | [ 16 ] |
| 2017 | Teenage Mom: The Series          | Chica fiestera                 | Invitada               |        |
| 2017 | Tieng Narng Mai                  | Esposa fantasma                | Invitada               |        |
| 2018 | Love at First Hate               | Joob                           | Papel secundario       | [ 17 ] |
| 2018 | Happy Birthday                   | Ella misma                     | Invitada               |        |
| 2018 | Friend Zone                      | Satang                         | Papel secundario       |        |
| 2019 | Sucker Kick                      | Deedee                         | Papel secundario       |        |
| 2019 | 3 Will Be Free                   | Mae                            | Papel secundario       | [ 18 ] |
| 2019 | Jen Jud God Jig                  | Ella misma                     | Presentadora principal | [ 19 ] |
| 2020 | Hungry Sister                    | Ella misma                     | Presentadora principal | [ 19 ] |
| 2020 | My Husband in Law                | Amy                            | Invitada               |        |
| 2020 | The Shipper                      | Yommathut (Ángel de la Muerte) | Papel secundario       | [ 20 ] |
| 2020 | The Sleepover Show, Thailand 4.0 | Mutter (Madre de Tom)          | Papel secundario       |        |
| 2020 | Jen Jud God Jig Up Level         | Ella misma                     | Presentadora principal |        |
| 2020 | Still 2gether                    | Jennie                         | Invitada               | [ 21 ] |
| 2021 | 46 Days                          | Pang                           | Papel secundario       |        |
| 2021 | Love Pharmacy                    |                                | Invitada               |        |
| 2021 | The Comments                     | Gina                           | Papel secundario       |        |
| 2022 | Astrophile                       | Jaikaew                        | Papel secundario       | [ 22 ] |
| 2022 | Drag, I Love You                 | Honey                          | Papel secundario       |        |
| 2022 | Under the Desk                   |                                | Papel secundario       |        |
| 2023 | Midnight Series: Dirty Laundry   | Smile                          | Papel secundario       |        |
| 2023 | Only Friends                     | Yo                             | Papel secundario       |        |
| 2024 | Peaceful Property                | Thansai                        | Invitada               |        |
| 2024 | Jack & Joker: U Steal My Heart!  |                                | Invitada               |        |
| 2024 | Love Sick                        | Im                             | Invitada               |        |
| 2024 | My Sweet Taboo                   | Pornlerd                       | Protagonista           |        |

### Como conductora de programas televisivos
| Año           | Título tailandés | Cadena                   |
| 2015-17       | 2piece 2please   | GMM 25                   |
| 2016–presente | เทยเที่ยวไทย       | One 31 GMM 25            |
| 2016-18       | ชวนเล่น Challenge | LINE TV YouTube de GMMTV |
| 2017-19       | #TEAMGIRL        | GMM 25                   |
| 2017-18       | Wrong Say Do     | Mello                    |
| 2018          | หนูนก             | LINE TV YouTube de GMMTV |
| 2018-19       | ล้นตู้              | YouTube de ล้นตู้           |
| 2020–presente | ล็อกล็อก           | YouTube de Jennie Panhan |
| 2021–presente | Talk with Toeys  | GMM 25                   |

## Premios y nominaciones
| Año  | Obra nominada           | Categoría                                                                           | Otorgar                | Resultado | Ref.          |
| ---- | ----------------------- | ----------------------------------------------------------------------------------- | ---------------------- | --------- | ------------- |
| 2017 | Toey Tiew Thai: La Ruta | Mejor grupo de presentadoras (junto a Tatchakorn Boonlapayanan y Kittipat Chalaruk) | Premios Thailand Fever | Ganadora  | [ 23 ]        |
| 2020 | -                       | Mujer del año                                                                       | Premios Kazz           | Ganadora  | [ 24 ] [ 25 ] |